# Saison 2014 de l'équipe cycliste Bardiani CSF

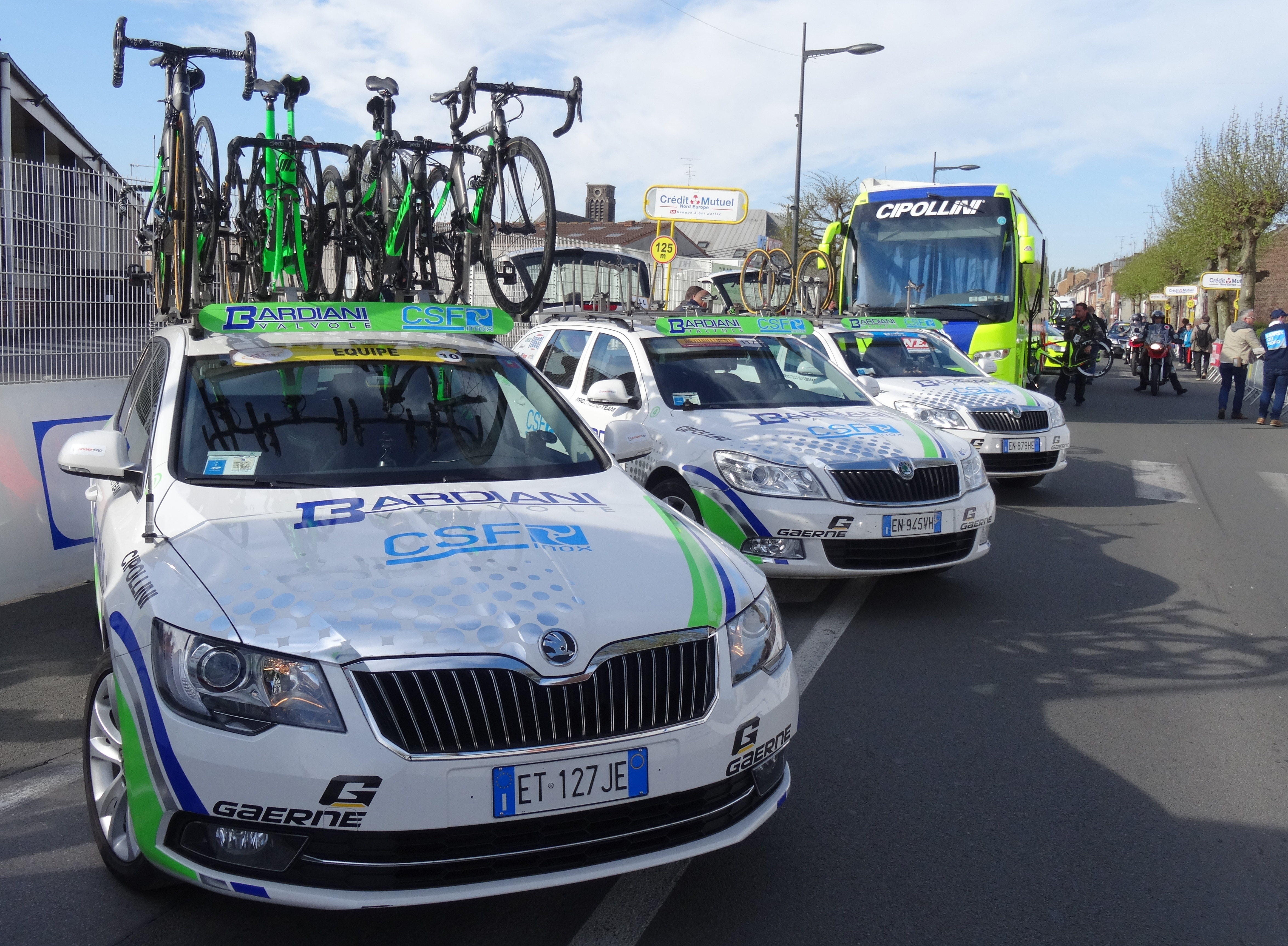
Trois voitures de l'équipe lors du Grand Prix de Denain 2014.

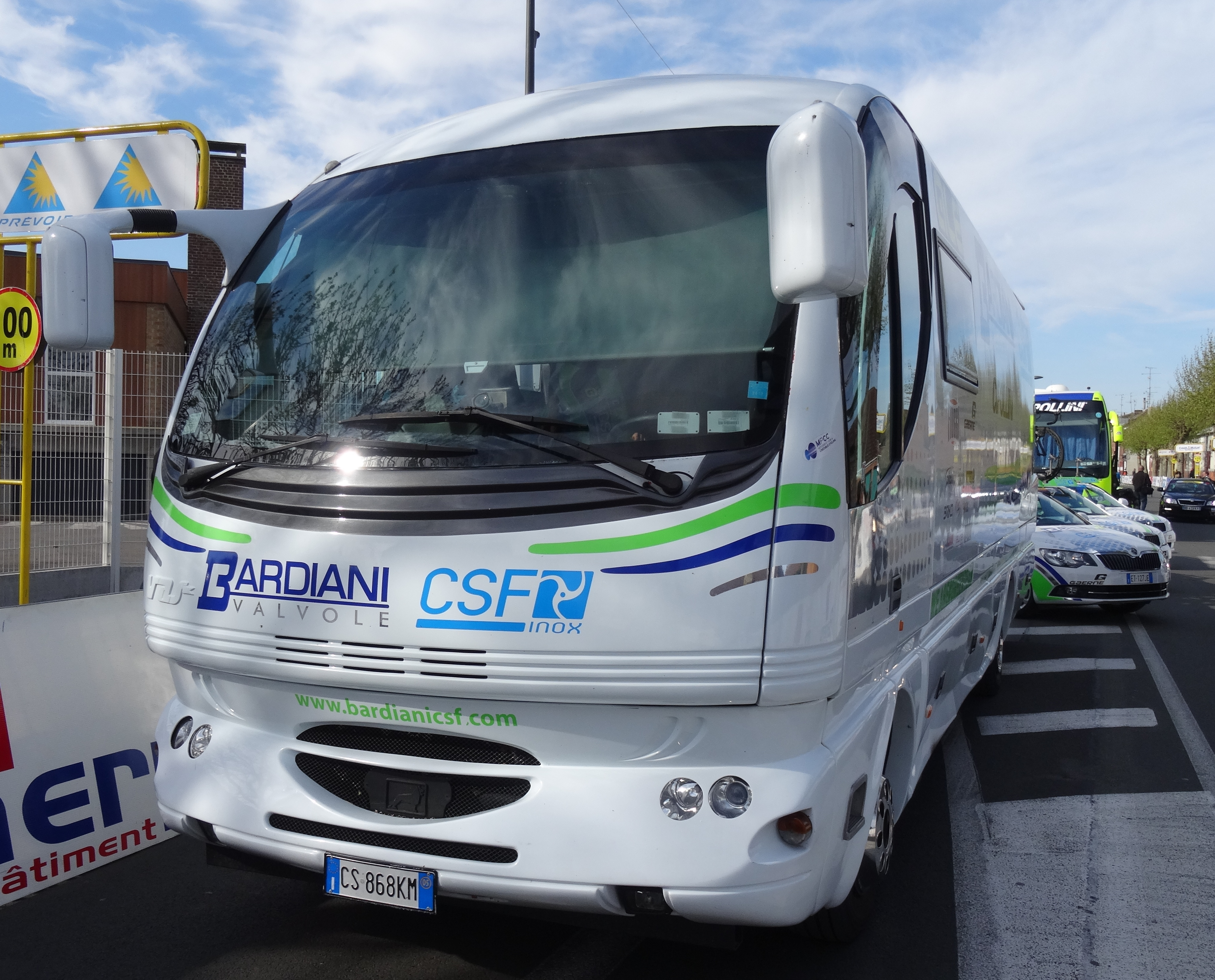
Le bus de l'équipe lors du Grand Prix de Denain 2014.

La saison 2014 de l'équipe cycliste Bardiani CSF est la trente-troisième de cette équipe.

## Préparation de la saison 2014

### Arrivées et départs
| Arrivées        | Équipe 2013                 |
| --------------- | --------------------------- |
| Paolo Colonna   | Colpack                     |
| Andrea Manfredi | Ceramica Flaminia-Fondriest |
| Andrea Piechele | Ceramica Flaminia-Fondriest |
| Nicola Ruffoni  | Colpack                     |

| Départs                | Équipe 2014   |
| ---------------------- | ------------- |
| Christian Delle Stelle | Idea          |
| Andrea Di Corrado      | Colpack       |
| Sacha Modolo           | Lampre-Merida |
| Andrea Pasqualon       | Area Zero     |

## Coureurs et encadrement technique

### Effectif

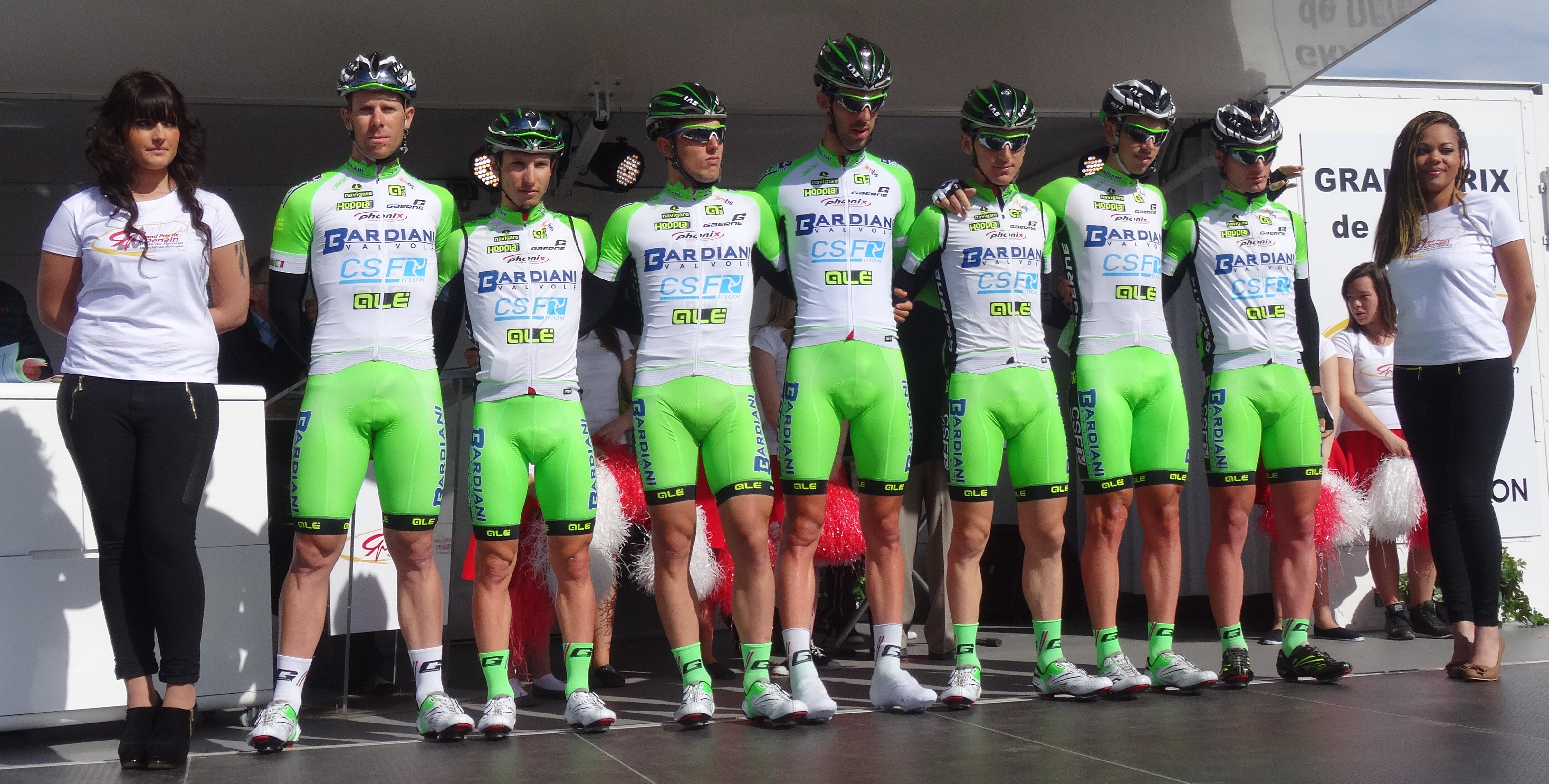
Filippo Fortin, Marco Canola, Sonny Colbrelli, Nicola Boem, Enrico Barbin, Angelo Pagani et Enrico Battaglin lors du Grand Prix de Denain 2014.

| Cycliste                   | Date de naissance  | Nationalité | Équipe 2013                       |
| -------------------------- | ------------------ | ----------- | --------------------------------- |
| Enrico Barbin              | 4 mars 1990        | Italie      | Bardiani Valvole-CSF Inox         |
| Enrico Battaglin           | 17 novembre 1989   | Italie      | Bardiani Valvole-CSF Inox         |
| Nicola Boem                | 27 septembre 1989  | Italie      | Bardiani Valvole-CSF Inox         |
| Francesco Manuel Bongiorno | 1er septembre 1990 | Italie      | Bardiani Valvole-CSF Inox         |
| Marco Canola               | 26 décembre 1988   | Italie      | Bardiani Valvole-CSF Inox         |
| Sonny Colbrelli            | 17 mai 1990        | Italie      | Bardiani Valvole-CSF Inox         |
| Marco Coledan              | 22 août 1988       | Italie      | Bardiani Valvole-CSF Inox         |
| Paolo Colonna              | 24 mars 1987       | Italie      | Colpack                           |
| Donato De Ieso             | 27 février 1990    | Italie      | Bardiani Valvole-CSF Inox         |
| Filippo Fortin             | 1er février 1989   | Italie      | Bardiani Valvole-CSF Inox         |
| Stefano Locatelli          | 26 février 1989    | Italie      | Bardiani Valvole-CSF Inox         |
| Andrea Manfredi            | 10 février 1992    | Italie      | Ceramica Flaminia-Fondriest       |
| Angelo Pagani              | 4 août 1988        | Italie      | Bardiani Valvole-CSF Inox         |
| Andrea Piechele            | 29 juin 1987       | Italie      | Ceramica Flaminia-Fondriest       |
| Stefano Pirazzi            | 11 mars 1987       | Italie      | Bardiani Valvole-CSF Inox         |
| Nicola Ruffoni             | 14 décembre 1990   | Italie      | Colpack                           |
| Edoardo Zardini            | 2 novembre 1989    | Italie      | Bardiani Valvole-CSF Inox         |
| Stagiaire                  | Date de naissance  | Nationalité | Équipe 2014                       |
| Dario Mantelli             | 19 juillet 1990    | Italie      | Malmantile-Romano Gaini-Taccetti  |
| Paolo Simion               | 10 octobre 1992    | Italie      | Mastromarco Sensi Dover Benedetti |
| Simone Sterbini            | 11 décembre 1993   | Italie      | Pala Fenice                       |

Portraits
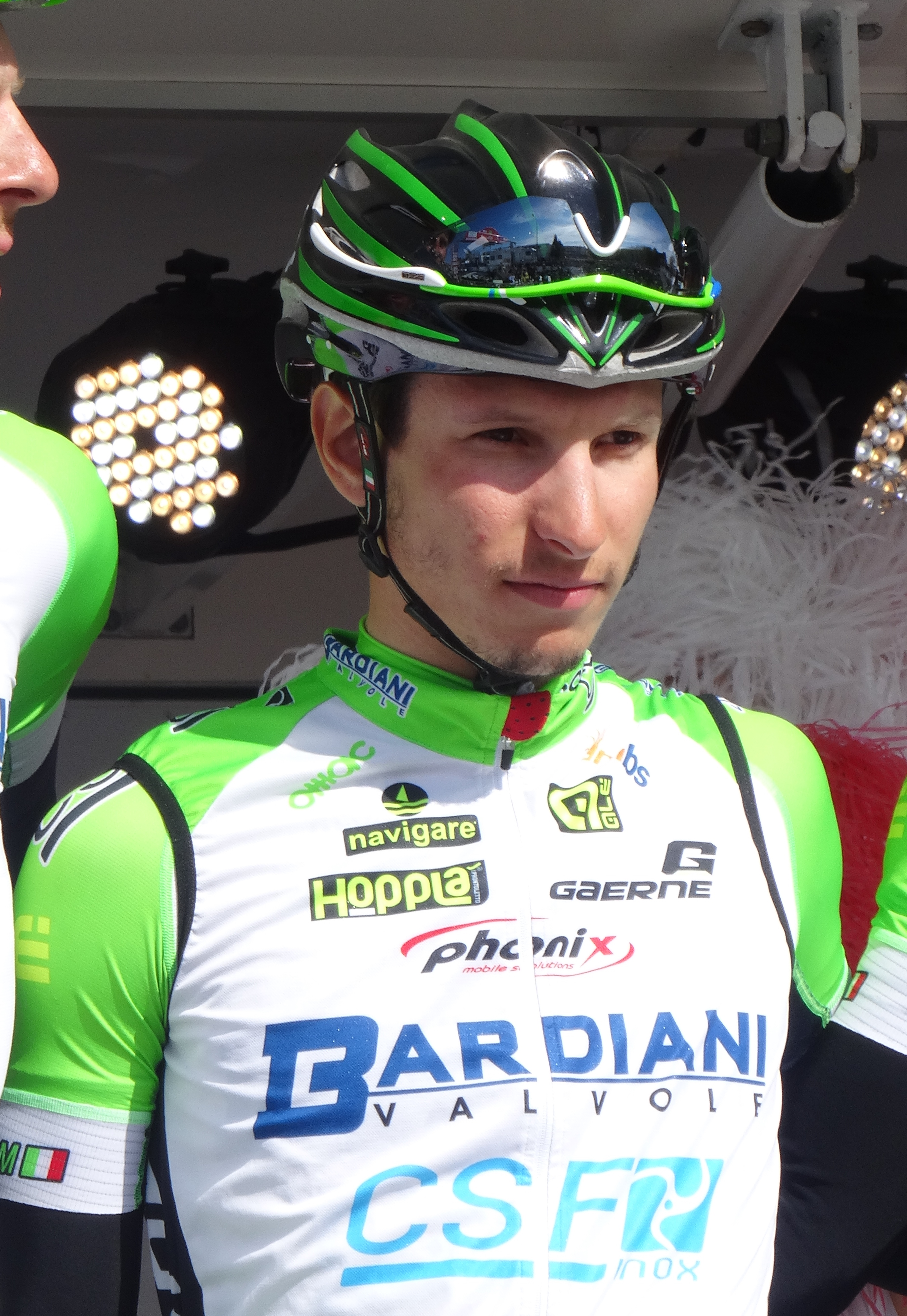
Marco Canola.
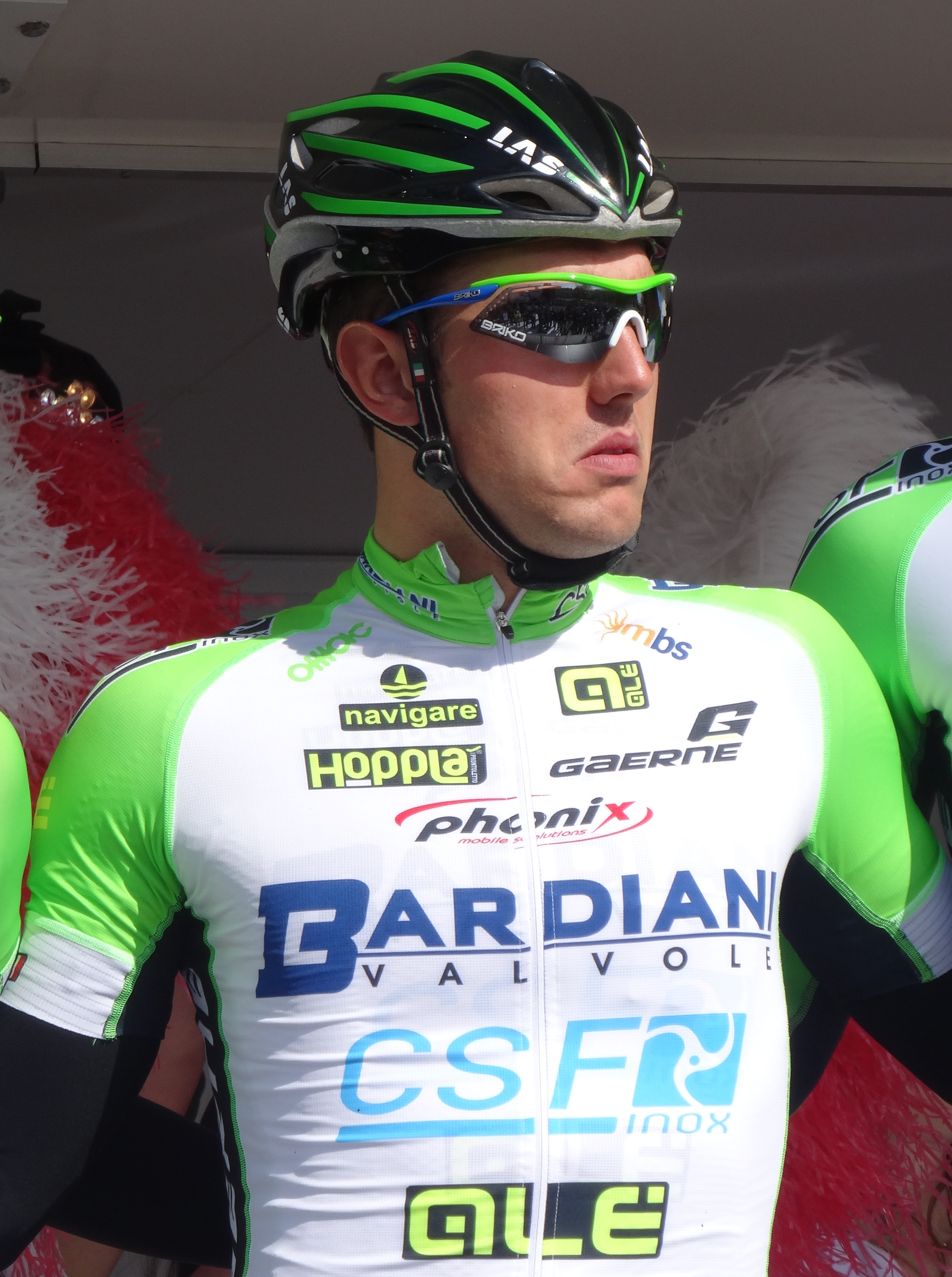
Sonny Colbrelli.
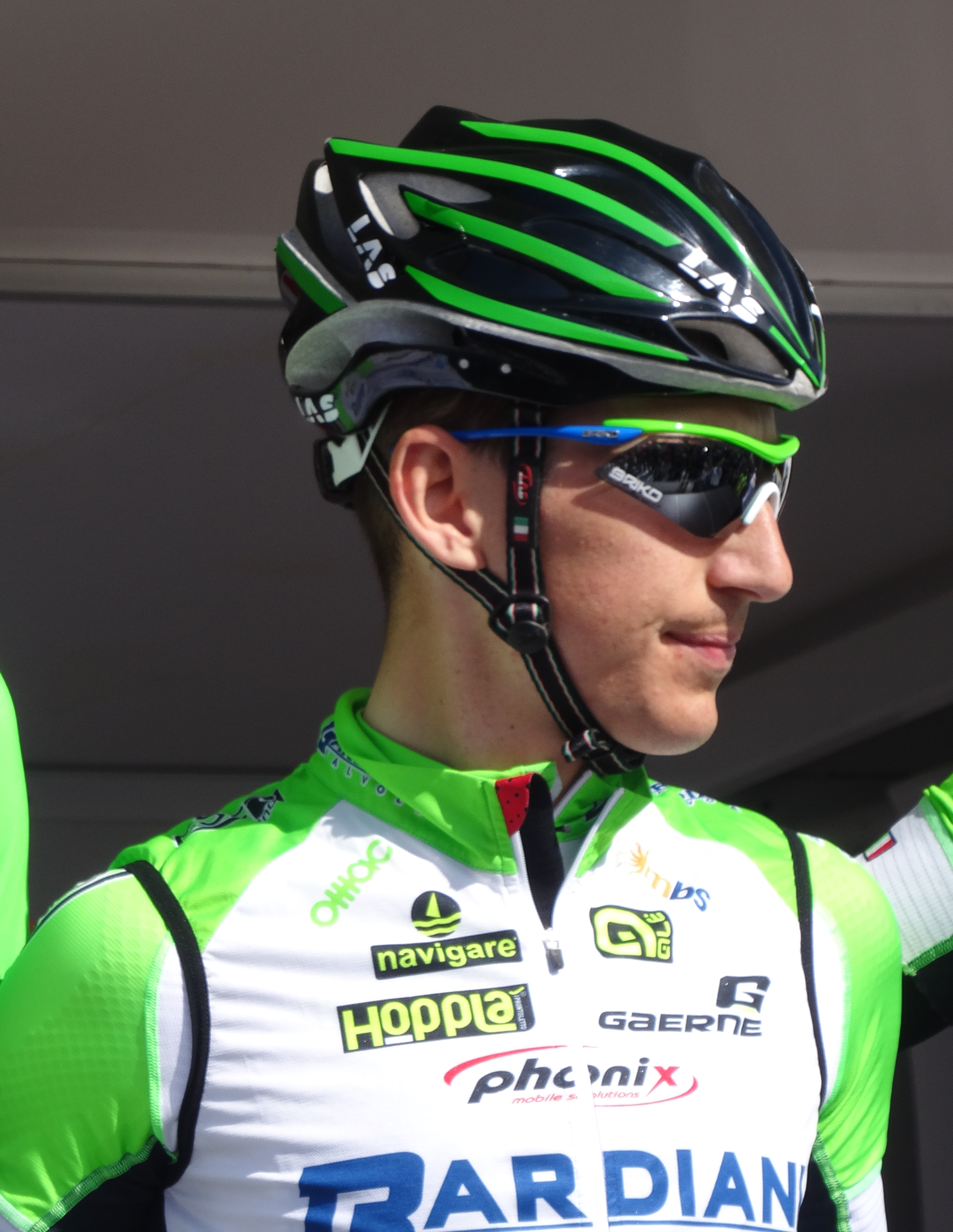
Enrico Barbin.
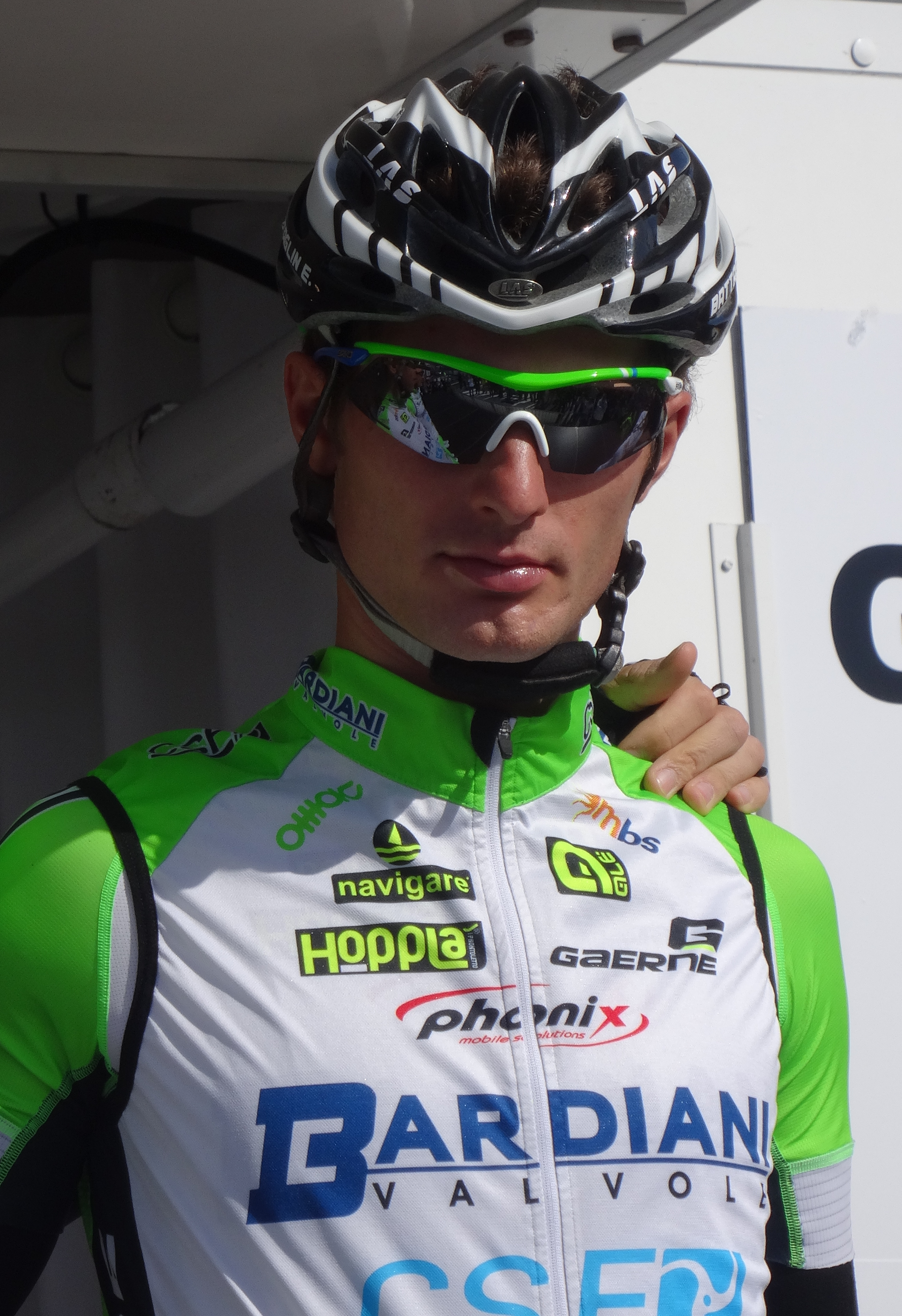
Enrico Battaglin.
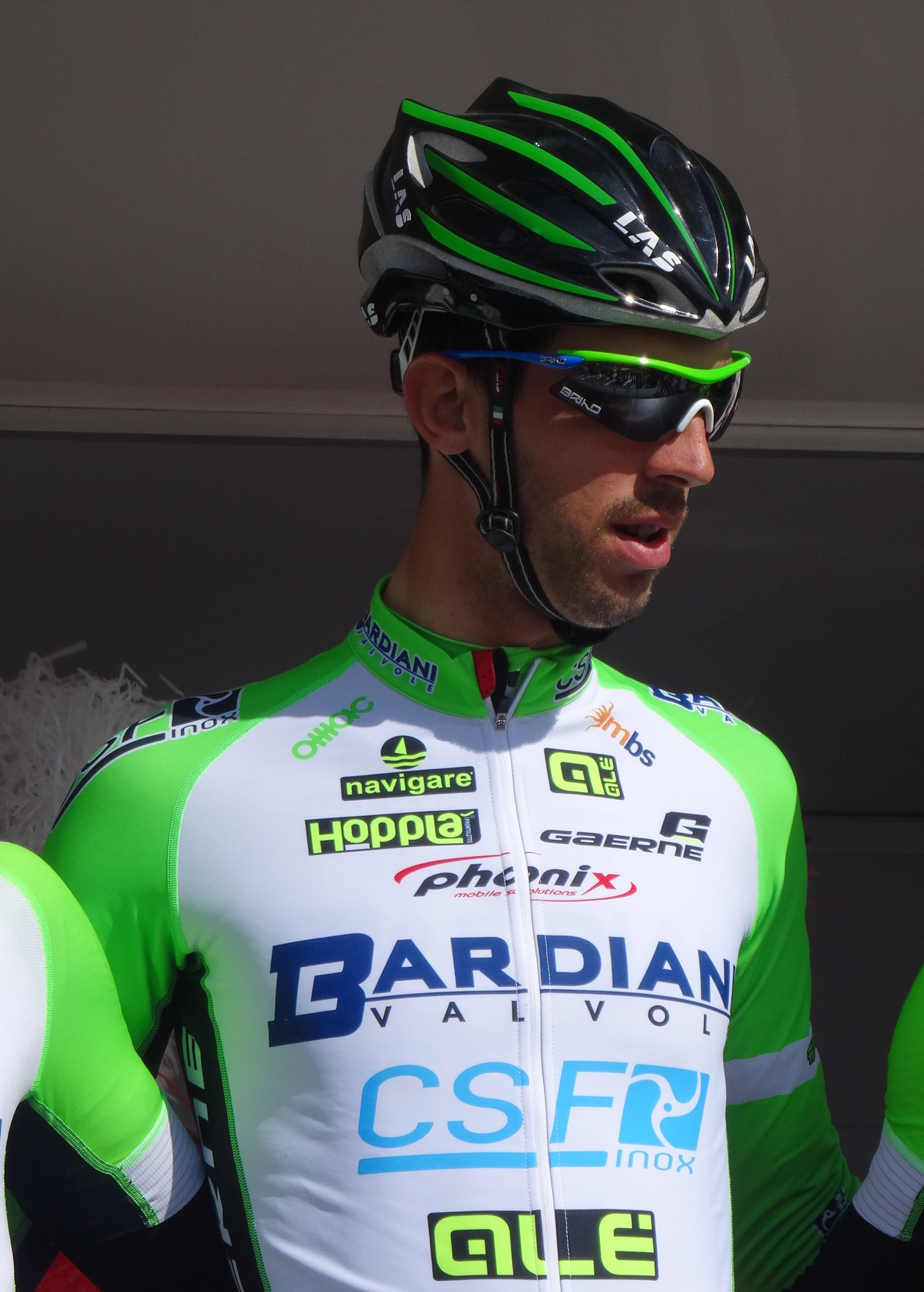
Nicola Boem.
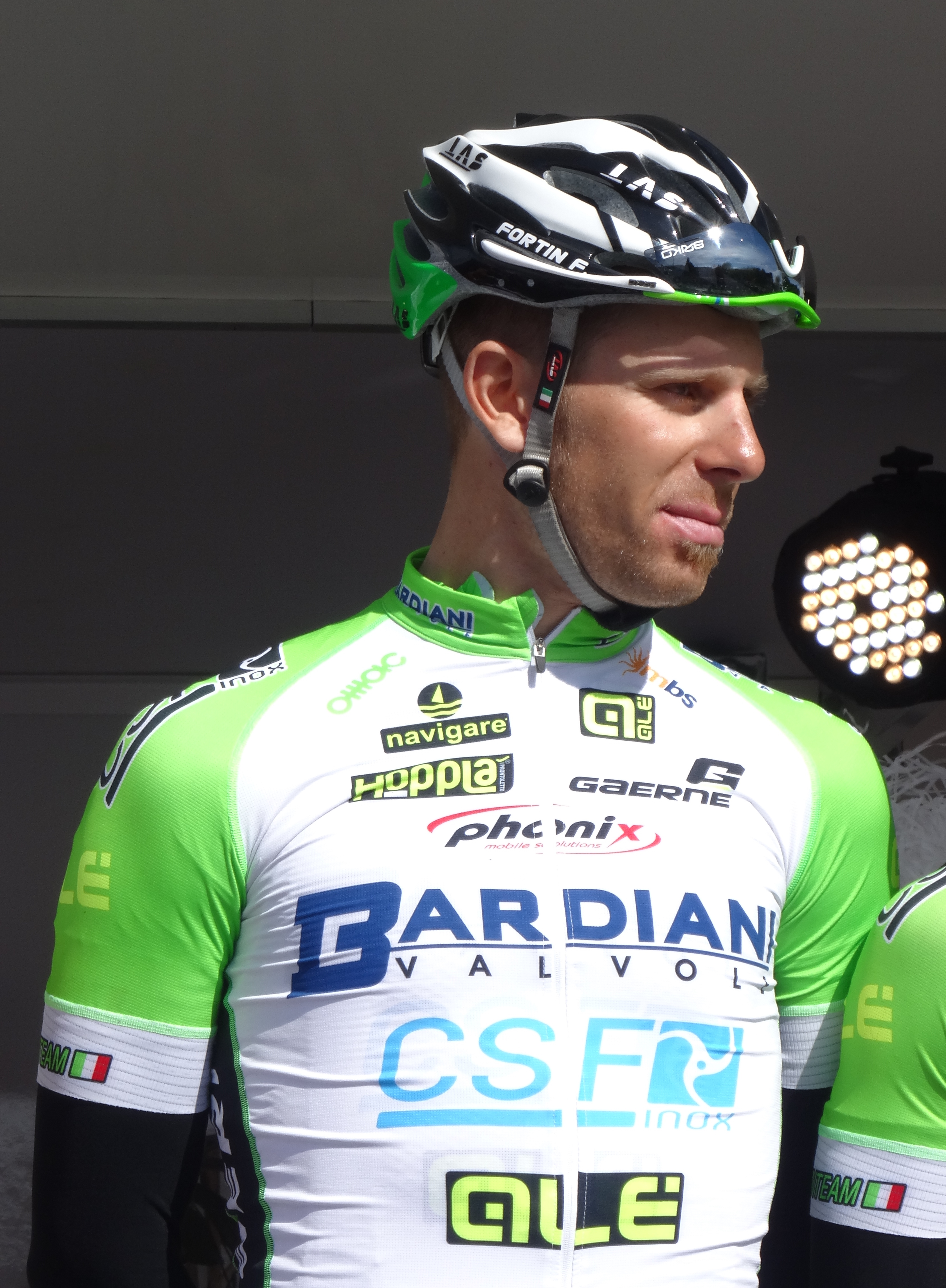
Filippo Fortin.
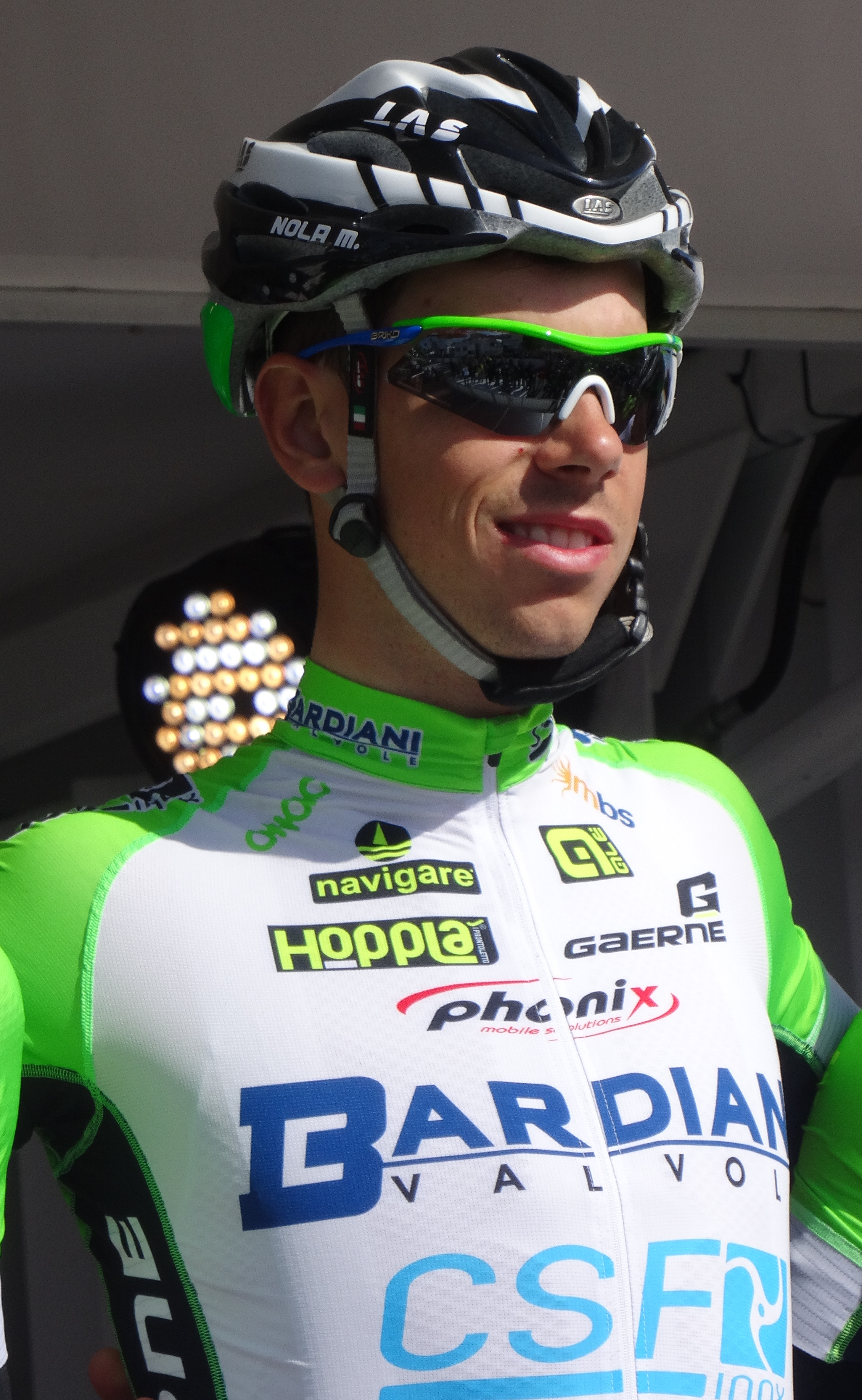
Angelo Pagani.

## Bilan de la saison

### Victoires
| Date       | Course                               | Pays        | Classe | Vainqueur                  |
| ---------- | ------------------------------------ | ----------- | ------ | -------------------------- |
| 23/04/2014 | 2e étape du Tour du Trentin          | Italie      | 2.HC   | Edoardo Zardini            |
| 23/05/2014 | 13e étape du Tour d'Italie           | Italie      | WT     | Marco Canola               |
| 24/05/2014 | 14e étape du Tour d'Italie           | Italie      | WT     | Enrico Battaglin           |
| 27/05/2014 | 17e étape du Tour d'Italie           | Italie      | WT     | Stefano Pirazzi            |
| 20/06/2014 | 2e étape du Tour de Slovénie         | Slovénie    | 2.1    | Sonny Colbrelli            |
| 21/06/2014 | 3e étape du Tour de Slovénie         | Slovénie    | 2.1    | Francesco Manuel Bongiorno |
| 24/06/2014 | Tour des Apennins                    | Italie      | 1.1    | Sonny Colbrelli            |
| 10/08/2014 | 6e étape du Tour du Danemark         | Danemark    | 2.HC   | Nicola Boem                |
| 28/08/2014 | 3e étape du Tour du Poitou-Charentes | France      | 2.1    | Nicola Ruffoni             |
| 09/09/2014 | 3e étape du Tour de Grande-Bretagne  | Royaume-Uni | 2.HC   | Edoardo Zardini            |
| 20/09/2014 | Mémorial Marco Pantani               | Italie      | 1.1    | Sonny Colbrelli            |
| 09/10/2014 | Coppa Sabatini                       | Italie      | 1.1    | Sonny Colbrelli            |

### Résultats sur les courses majeures
Les tableaux suivants représentent les résultats de l'équipe dans les principales courses du calendrier international dans lesquelles l'équipe bénéficie d'une invitation (deux des cinq classiques majeures et le Tour d'Italie). Pour chaque épreuve est indiqué le meilleur coureur de l'équipe, son classement ainsi que les accessits glanés par Bardiani CSF sur les courses de trois semaines.

#### Classiques
| Classique            | Milan-San Remo       | Tour des Flandres | Paris-Roubaix | Liège-Bastogne-Liège | Tour de Lombardie     |
| -------------------- | -------------------- | ----------------- | ------------- | -------------------- | --------------------- |
| Coureur (classement) | Sonny Colbrelli (6e) | Non invitée       | Non invitée   | Non invitée          | Edoardo Zardini (32e) |

#### Grands tours
| Grand tour           | Tour d'Italie | Tour de France | Tour d'Espagne |
| -------------------- | --- | -------------- | -------------- |
| Coureur (classement) | Enrico Battaglin (52e)                                                                                            | Non invitée    | Non invitée    |
| Accessits            | 3 victoires d'étapes (Marco Canola, Enrico Battaglin et Stefano Pirazzi) et classement énergie (Enrico Battaglin) | -              | -              |

### Classements UCI

#### UCI Asia Tour
L'équipe Bardiani CSF termine à la 47e place de l'Asia Tour avec 66 points. Ce total est obtenu par l'addition des points des huit meilleurs coureurs de l'équipe au classement individuel, cependant seuls cinq coureurs sont classés,.
| Rang | Coureur         | Points |
| ---- | --------------- | ------ |
| 133  | Sonny Colbrelli | 30     |
| 226  | Nicola Ruffoni  | 13     |
| 244  | Andrea Piechele | 12     |
| 353  | Marco Canola    | 6      |
| 370  | Filippo Fortin  | 5      |

#### UCI Europe Tour
L'équipe Bardiani CSF termine à la 6e place de l'Europe Tour avec 1 219 points. Ce total est obtenu par l'addition des points des huit meilleurs coureurs de l'équipe au classement individuel,.
| Rang | Coureur                    | Points |
| ---- | -------------------------- | ------ |
| 2    | Sonny Colbrelli            | 708    |
| 67   | Francesco Manuel Bongiorno | 155    |
| 92   | Edoardo Zardini            | 124    |
| 159  | Nicola Ruffoni             | 82     |
| 236  | Enrico Battaglin           | 58     |
| 354  | Andrea Piechele            | 39     |
| 436  | Nicola Boem                | 29     |
| 474  | Marco Canola               | 24     |
| 607  | Enrico Barbin              | 15     |
| 844  | Filippo Fortin             | 8      |